# Eva M. Clayton

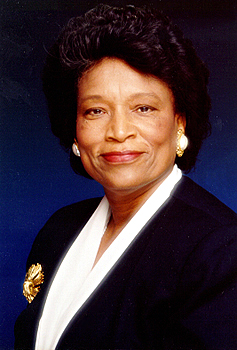
Eva M. Clayton

Eva M. Clayton (* 16. September 1934 in Savannah, Georgia) ist eine US-amerikanische Politikerin. Zwischen 1992 und 2003 vertrat sie den Bundesstaat North Carolina im US-Repräsentantenhaus.

## Werdegang
Eva Clayton besuchte bis 1955 die Johnson C. Smith University in Charlotte in North Carolina. Anschließend studierte sie bis 1962 an der North Carolina Central University in Durham. Später wurde sie Direktorin des University of North Carolina Health Manpower Development Program. Zwischen 1977 und 1981 arbeitete sie als Abteilungsleiterin im Ministerium zur Verwaltung der Bodenschätze und für Stadterweiterungen der Staatsregierung von North Carolina. Politisch wurde Clayton Mitglied der Demokratischen Partei. Im Jahr 1968 kandidierte sie noch erfolglos für den Kongress. Von 1982 bis 1992 war sie Landrätin im Warren County.
Nach dem Tod des Abgeordneten Walter B. Jones wurde sie bei der fälligen Nachwahl für den ersten Sitz von North Carolina als dessen Nachfolgerin in das US-Repräsentantenhaus in Washington, D.C. gewählt, wo sie am 3. November 1992 ihr neues Mandat antrat. Nach vier Wiederwahlen konnte sie bis zum 3. Januar 2003 im Kongress verbleiben. In ihre Zeit als Kongressabgeordnete fielen die Terroranschläge am 11. September 2001. Im Jahr 2002 verzichtete sie auf eine weitere Kandidatur.
Im Jahr 2003 wurde Eva Clayton Vorstandsmitglied der Food and Agriculture Organization (FAO), einer Unterorganisation der UNO, die sich dem Kampf gegen den Hunger widmet und daher weltweit die landwirtschaftliche Produktivität zu steigern versucht. Sie ist mit Theaoseus Clayton verheiratet.